# Willem Blaeu
Willem Blaeu (Alkmaar, 1571 – Amszterdam, 1638. október 21.) holland térképész, atlaszkészítő és -kiadó volt. Esetleges névváltozatai: Willem Janszoon Blaeu, Guilielmus Janssonius Caesius, Willem Jansz, Willems Jans Zoon, Guilielmus vagy G. Blaeu.

## Élete
1561-ben egy jómódú heringkereskedő fiaként látta meg a napvilágot Alkmaarban. Édesapja örökébe kellett volna lépnie a sikeres vállalkozásban, ám ő sokkal több érdeklődést mutatott a matematika és az csillagászat iránt. 1594 és 1596 között a dán csillagász, Tycho Brahe tanítványa volt. Ez idő alatt megfelelő képesítést szerzett, mint hangszer- és földgömbkészítő.
Miután visszatért Hollandiába, 1603 körül Amszterdam környékén elvonultan élt és térképeken dolgozott. Hazájában a tengeri kereskedelemhez és a flották irányításához elengedhetetlenek voltak a térképek. A 17. században a szöveges atlaszok élik virágkorukat, amelyeken magyarázó szövegek kísérik az egyes ábrákat. Ebben az időszakban a térképkészítők, köztük Blaeu is fontos szerephez jutottak. Elkészítette ország- és tengeri térképeit is, valamint egy világtérképet is megalkotott 1605-ben. 1630-ban megjelent első könyve Atlas Appendix címmel. Majd az általa készített, nyomtatott művek birtokában lehetősége nyílt elkészíteni egy újabbat. Néhányat ezen művek közül felhasznált az 1635-ben kiadott Atlas Novus-ban. 1629-ben számos rézmetszetet vásárol meg Jodocus Hondiustól. Ezek nagy segítséget nyújtottak a számára, következő saját atlaszának kiadásában. A megjelent 60 térképből 37 származik Hondiustól. Magyarország és Erdély térképével 1635-től találkozunk latin, francia, német vagy holland hátoldali szöveggel. 1633-ban kinevezték a Holland Kelet-indiai Társaság térképkészítőjének.
Szerkesztője és kiadója volt Willebrord Snell, Adriaan Metius, Gerhard Johann Vossius, valamint a történész és költő Pieter Corneliszoon Hooft munkáinak. Misztótfalusi Kis Miklós az ő nyomdájukban töltötte tanulóidejét.
Két fia született, Johannes (1596?–1673), és Cornelis Blaeu (1610–1644) , akik apjuk halála után folytatták térképkészítő és kiadó üzletét. Johannes 1662-ben kezdte meg az Atlas Major kiadását latin, francia, német és spanyol szöveggel. A különböző nyelvű kiadások kb. 600 térképet tartalmaznak. Az atlaszsorozat kiadása 1672-ben fejeződött be. Ugyanebben az évben a nyomda, a térképek és a rézlemezek nagy része a tűzvész áldozata lett. A nyomdakészlet egy részét 1674-ben elárverezték, de Johannes és fivére 1695-ig tovább dolgoztak.

## Munkái

A Nova totius terrarum orbis geographica ac hydrographica tabula nevű térképe (Amszterdam, 1635.)

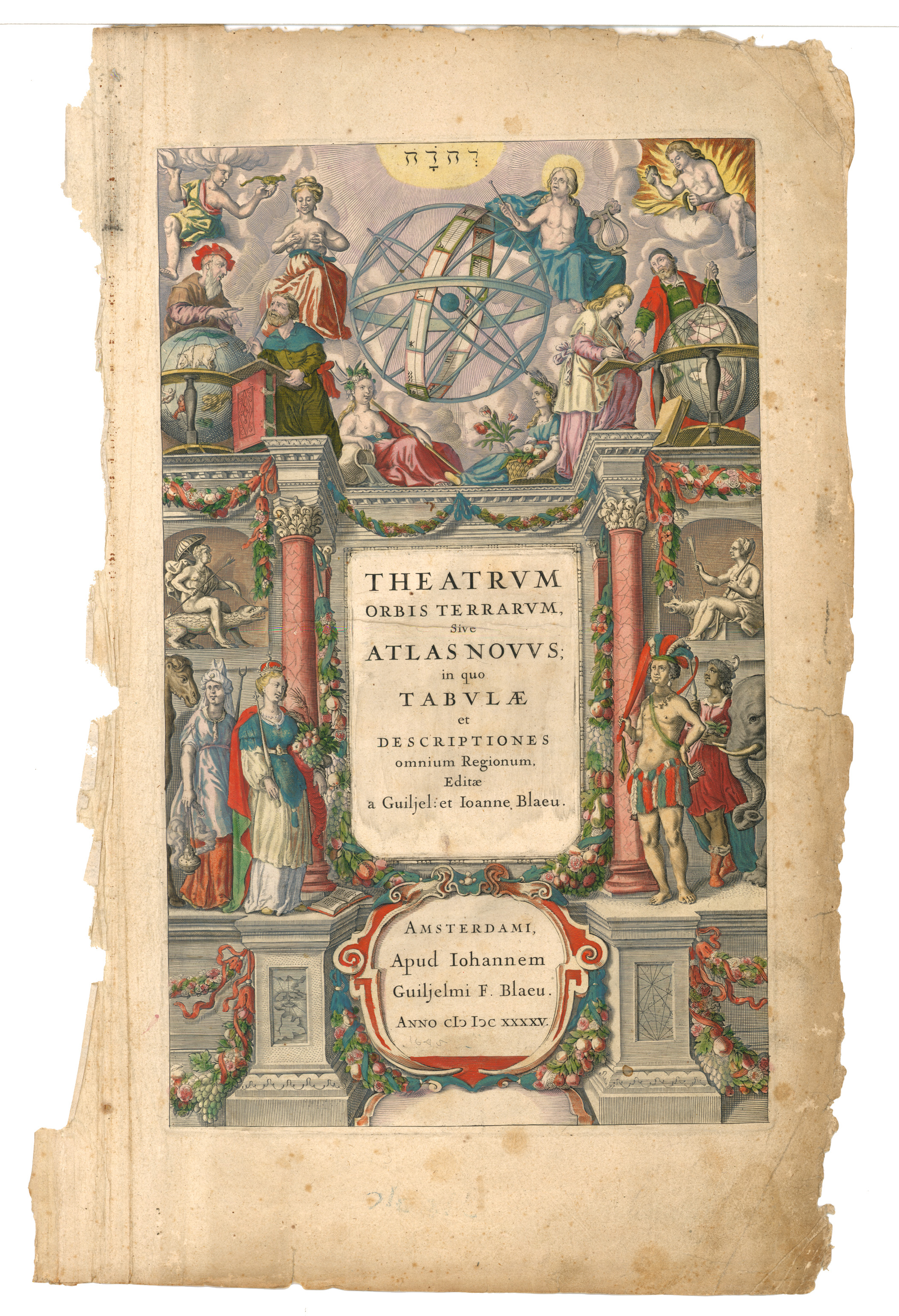
Részlet a Theatrum Orbis Terrarumból

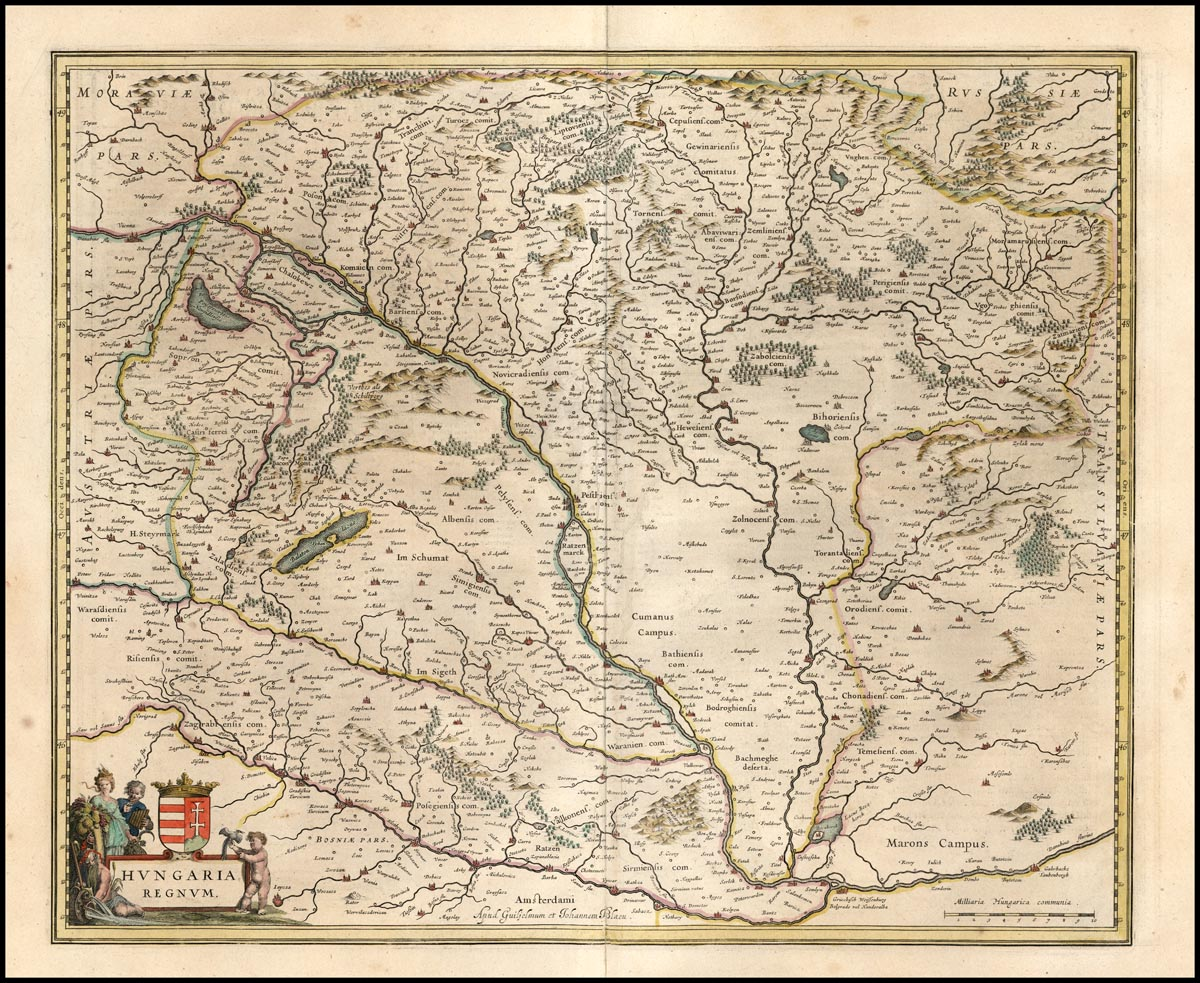
Hungaria Regnum, Atlas Novus, 1634.

- Az Atlas Maior, sive Cosmographia Blaviana, a XVII. század nagy reprezentatív atlaszkiadásának 
egyike – talán legszebbike – már hosszú térképészeti és földrajzi adatgyűjtő munkálatokra 
tette fel a koronát.[11] Ez összes korábbi kiadások összefoglalása, bővítve és kiegészítve – 1662-ben jelent meg, 11 kötetben. Szedése kiválóan tipografált, a térképlapok – az Országos Széchényi Könyvtár Térképtárának birtokában levő példányban mindenesetre – igen finoman színezettek. A III-VII fejezetig tartó részben szerepel Magyarország.[12]
- Tweevoudigh Onderwijs, van de Hemelsche en Aerdsche Globen… (Kétszeres instrukció az
 égi és földgömbök használatára.. .)
- Het Licht der Zee-vaert. . . (A tengerhajózás lámpása) című kötete, tengeri térképekkel
 és szöveggel, első kötetében 19, a másodikban 22 térképpel; a szöveg 115, illetve 127 
lap volt. A hajósok körében nagy népszerűségnek örvendett.[13]
- Az Atlas Novus... című munkáját halála után fia, Johannes fejezte be. Ennek egy 1641/42-ből származó német nyelvű kiadása megtalálható az Országos Széchényi Könyvtár állományában. Az atlasz háromkötetes. Az első kötetben található Magyarország és Erdély leírása is melynek címe Das Königreich Ungarn. A 40. lapon kezdődik a szöveg és az ország közigazgatási szervezetét táblázatszerűén mutatja be.[9] Ezen a mintegy 1:15 000 000 méretarányú térképen Magyarországnak, Erdély és Horvátország nélkül – ezek különálló országokként vannak jelezve – mintegy 6 cm2-nyi terület jutott. Ezen a kis területen a térkép mégis 28 várat és várost tüntet fel, köztük: Presburg (Pozsony), Leutse (Lőcse), Tokay, Komar (Komárom); Gran (Esztergom).Egy-két tévedéstől eltekintve a városok lokalizálása pontosnak mondható. A főbb helységek kiemelése általában jónak mondható, bár néhány jelentős város pl. Pécs, Nagyvárad kimaradt.[14] Megtalálható még a nagy Duna-térkép is Danubius fluvius Europae maximus a fontibus ad ostia... címmel, mely a kereszténység és a mohamedánság szembenállását mutatja be. Az előbbit képviselő uralkodó arcvonásaiban II. Rudolf császárra lehet ráismerni. E térképet korábbi atlaszok felhasználásával készítette el, hiszen a tizenöt éves háborúra vonatkozó utalásokat találunk benne. Az atlasz második és harmadik kötete 1642-ben keletkezett.[15]

## Külső hivatkozások
A Blaeu-térképofficina atlaszkiadásai és magyar vonatkozásaik = Az Országos Széchényi Könyvtár Évkönyve 1978. 343-406. Fallenbüchl Zoltán 
 
(elektronikus változat:  http://epa.oszk.hu/01400/01464/00015/pdf/343-405.pdf)